# Tupolev Tu-154
O Tupolev Tu-154 é um avião trimotor de fuselagem estreita de curto e médio curso projetado na década de 1960 pela empresa russa Tupolev, em Moscou, e fabricado pela construtora de aviões Aviakor, em Samara, Rússia. É até hoje a espinha dorsal do transporte aéreo doméstico do país euroasiático. Foi criado como resposta da Rússia (na época União Soviética) às aeronaves Boeing 727 (dos EUA) e Hawker-Siddeley Trident (do Reino Unido) por ele ser trijato (com três motores na traseira), narrowbody e cauda em "T".
As principais companhias aéreas russas há várias décadas usam o Tu-154, tendo ele transportado cerca de metade de todos os passageiros que voaram pela Aeroflot e suas subsidiárias - aproximadamente 137 milhões de passageiros por ano. Também foi exportado e operado por outras companhias aéreas em pelo menos 17 países. Em 2013, a Tupolev, devido à falta de novos pedidos do modelo, encerrou a linha de produção do Tu-154 nas instalações da Aviakor e focou no jato mais recente desenvolvido pela empresa, o Tupolev Tu-204, que é mais econômico e usa 2 motores ao invés de 3. 
É considerado uma das aeronaves de maior sucesso da indústria soviética.

## Versões

Tupolev Tu-154

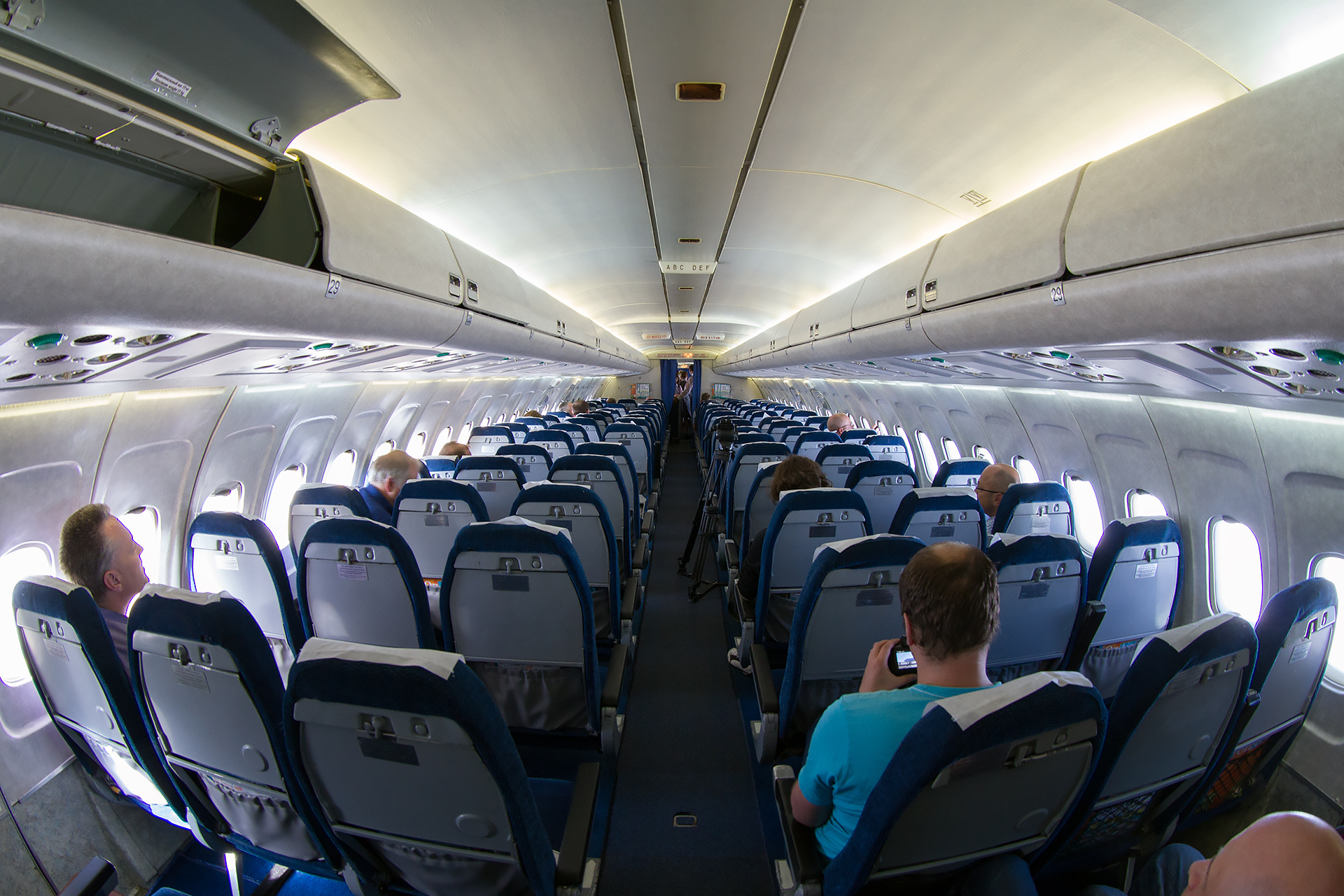
Interior de um Tupolev Tu-154.

### Tu-154
A produção da primeira versão teve início em 1970, enquanto o primeiro voo foi realizado em 9 de fevereiro de 1972. Movido por três turbofans Kuznetsov NK-8, ele transportava 164 passageiros. Foram construídas cerca de 42 unidades, cujos números de identificação de matrícula iam de 85 006 a 85 055.

### Tu-154A

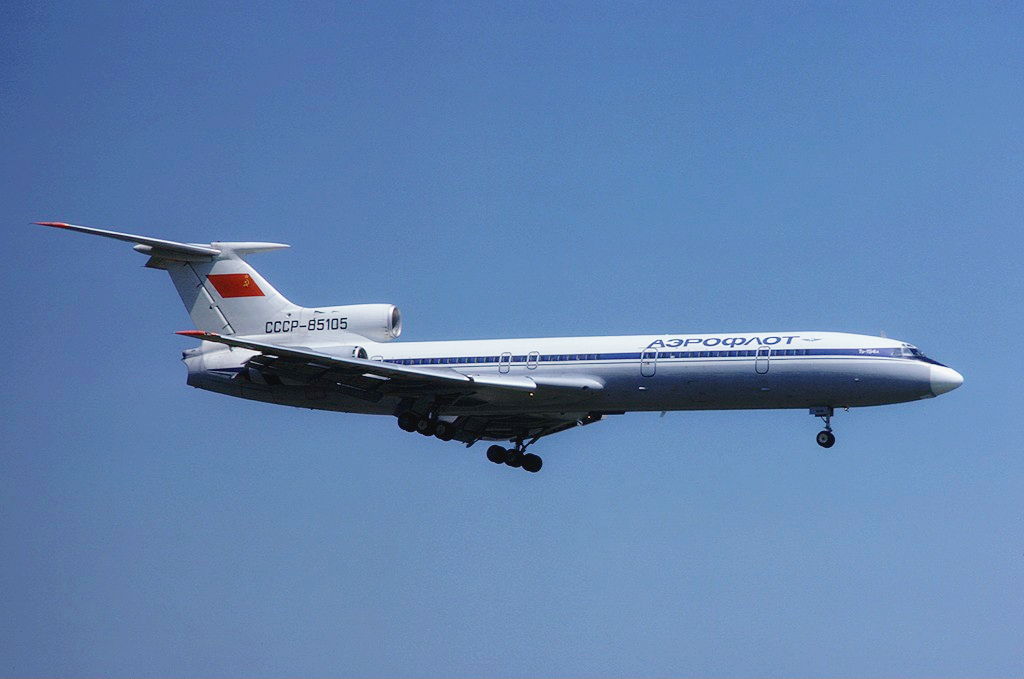
Tu-154A da Aeroflot.

A primeira versão atualizada do original Tu-154 acrescentou ao modelo anterior, em produção desde 1974, uma seção central de reservatórios de combustível e mais saídas de emergência, enquanto os motores foram atualizados para o Kuznetsov NK-8-2U. Outras modificações incluem abas e slats automáticos e controles de estabilidade, além de modificações na aviônica. O peso de decolagem aumentou para 94 ton.
Havia 15 diferentes esquemas do interior para os diferentes clientes domésticos e internacionais do avião, que carregava entre 144 e 152 passageiros. Ostentava os números de matrícula de 85 056 a 85 119.

### Tu-154B
Como os modelos Tu-154 e Tu-154A sofreram rachaduras nas asas após apenas alguns anos de serviço, uma versão com uma nova e mais forte asa, designada Tu-154B, entrou em produção em 1975. Ela também tinha um reservatório extra de combustível no tanque da fuselagem, saídas extras de emergência na cauda, e o peso máximo de decolagem cresceu para 98 ton.
Na Aeroflot foi também importante para que o aumento da capacidade de passageiros proporcionasse custos operacionais mais baixos. O avião mantinha os motores NK-8-2U e, com isso, a única forma de melhorar a economia do avião estava em aumentar o número de assentos. O piloto automático deste modelo foi certificado pela OACI, na categoria II.
Nesse período, as aeronaves anteriores (Tu-154 e Tu-154A) também receberam modificações desta versão, como a substituição da asa. Nelas o peso limite de carga também aumentou para 96 ton.
No total, foram construídos 111 Tu-154B, que receberam números de matrícula de 85 120 até 85 225.

### Tu-154B-1
Surgiu de uma requisição da Aeroflot para rotas domésticas. Carregava 160 passageiros e tinha modificações na aviônica, no ar-condicionado e no tanque de combustível. 64 foram produzidas de 1977 a 1978, com números de matrícula de 85 226 até 85 294.

### Tu-154B-2
Leve modernização das aeronaves Tu-154B-1, que tiveram a capacidade aumentada de 160 para 180 passageiros, surgiu como uma versão 'VIP' dos Tu-154. Obteve números de matrícula de 85 295 até 85 605.

### Tu-154S
Modelo de carga do Tu-154B, podia carregar até 9 containers de 20 ton cada. Planejou-se a construção de 20 aeronaves, porém apenas 9 foram construídas. Receberam os números de matrícula 85 019, 85 037, 85 060, 85 062, 85 063, 85 067, 85 081, 85 084 e 85 086.

### Tu-154M

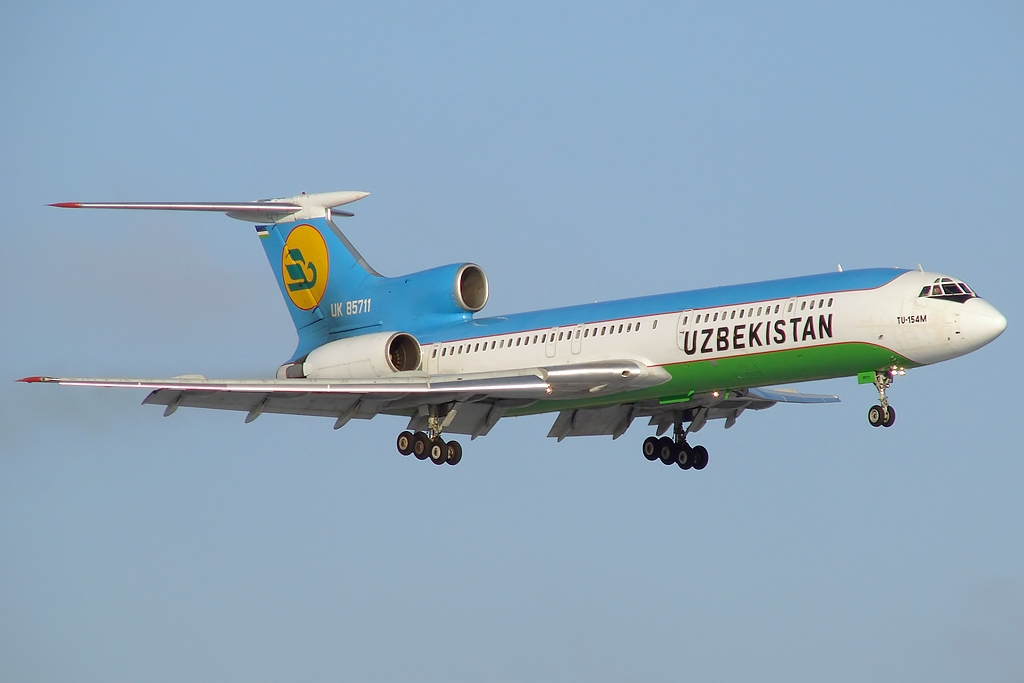
Tu-154M da Uzbekistan Airways.

A mais famosa versão e a maior modificação de toda a série. Voou pela primeira vez em 1982 e entrou em produção em massa em 1984. Dispunha de 3 motores Soloviev D-30KU-154 que consumiam muito menos combustível e proviam maior aerodinâmica.
Agora a aeronave passava a ter 2 conjuntos de flaps (antes eram 3) que podiam baixar até 36 graus a mais do que o anterior, e diminuíam o barulho na aproximação para o pouso. Também ganhou uma nova unidade de força auxiliar (a famosa APU) que tinha várias modificações.
O peso máximo de decolagem chegava, em algumas aeronaves certificadas, a até 104 ton (antes eram 100 ton).

### Tu-154M-LK-1
Era uma modificação para treinamento de cosmonautas para o ônibus espacial Buran. Este Tu-154 foi utilizado porque a Buran necessitava de uma descida controlada para o pouso. O bagageiro frontal tornou-se uma câmara.

### Tu-154M-100
Uma variante com aviônica não russa. Três aeronaves foram vendidas à Slovak Airlines em 1998, e depois, revendidas novamente à Rússia em 2003.

### Tu-155 e Tu-156
Projetos do Tu-154 para ser operado com turbinas movidas a hidrogênio ou gás natural. O primeiro voo do Tu-155 foi em 15 de abril de 1988. O Tu-156 não chegou a passar da fase de protótipo.

## Acidentes e Incidentes
Em 1 de julho de 2002, um Tupolev Tu-154 de prefixo RA-85816, da então companhia aérea Baskhirian Airlines, se envolveu em uma colisão no Desastre aéreo de Überlingen, no dia 1º de julho de 2002, com um 757 cargueiro da DHL, no qual morreram 71 pessoas. O leme do Boeing 757 da DHL atingiu o meio do Tupolev-154, que naquele dia realizava o voo Bashkirian Airlines 2937, partindo-o em dois, que foi se despedaçando até atingir o solo. Já o Boeing 757 da DHL, o qual fazia o voo 611, permaneceu no ar por mais 2 minutos, pois só havia o leme danificado, mas, sendo impossível controlar um avião sem leme ou sem estabilizador vertical, acabou atingindo o chão e matando seus dois tripulantes.
Em 22 de agosto de 2006, um Tupolev 154 da companhia aérea russa Pulkovo Aviation Enterprise, de prefixo RA-85185, caiu 45 minutos após a decolagem do Aeroporto de Anapa, com destino ao Aeroporto Internacional de São Petersburgo. Devido às péssimas condições climáticas no momento, os pilotos decidiram evadir da tempestade, porém, o avião entrou em stall e caiu próximo à região de Donetsk, na Ucrânia, todas as 170 pessoas a bordo morreram. 
Em 10 de abril de 2010, um Tupolev 154 presidencial da Polônia, de prefixo PLF101, caiu ao tentar pousar no Aeroporto Internacional de Smolensk, Rússia, vitimando o chefe de estado polonês e seis principais líderes daquele país, num total de 97 pessoas mortas.
Em 25 de dezembro de 2016, um Tupolev 154 do Ministério da Defesa da Federação Russa, de prefixo RA-85572, com 92 pessoas a bordo caiu no Mar Negro após decolar de Sochi. De acordo com o general Igor Konashenkov, porta-voz do Ministério da Defesa, não foram encontrados sobreviventes.